# UCHIDA MAAYA New Year LIVE 2019「take you take me BUDOKAN!!」
『UCHIDA MAAYA New Year LIVE 2019「take you take me BUDOKAN!!」2019.1.1@日本武道館』（うちだ まあや ニューイヤーライブ 2019「テイク ユー テイク ミー ブドウカン!!」2019.1.1@にっぽんぶどうかん）は、内田真礼の5枚目のライブ映像作品。2019年5月22日にポニーキャニオンからBlu-rayとDVDが発売。

## 概要
2019年1月1日に日本武道館で行われた『UCHIDA MAAYA New Year LIVE 2019「take you take me BUDOKAN!!」』の模様が収録されている。
映像特典として、リハーサルや舞台裏を撮影したドキュメンタリーが収録されている。

## 収録内容

### セットリスト[3]
- OPENING -
M-01 高鳴りのソルフェージュ
M-02 take you take me BANDWAGON
- MC-1 -
M-03 ロマンティックダンサー
M-04 クロスファイア
- MC-2 -
M-05 aventure bleu
M-06 +INTERSECT+
- MC-3 -
M-07 アイマイ☆シェイキーハート
M-08 からっぽカプセル
- DANCERS SHOW TIME -
M-09 youthful beautiful
M-10 c.o.s.m.o.s
- MC-4 -
M-11 magic hour（Acoustic ver.）
M-12 わたしのステージ（Acoustic ver.）
- MC-5 -
M-13 君のヒロインでいるために
M-14 シンボリックビュー
- MC-6 -
M-15 Applause
- BAND TIME -
M-16 世界が形失くしても
- MC-7 -
M-17 Hello, 1st contact!
M-18 ギミー！レボリューション
M-19 Smiling Spiral
M-20 Hello, future contact!
EN-1 Step to Next Star!!
- MC-8 -
EN-2 サニーデイ・アンセム
EN-3 創傷イノセンス
- MC-9 -
W-EN1 Shiny drive, Moony dive
W-EN2 take you take me BANDWAGON
- ENDING -

### 映像特典
Documentary of「take you take me BUDOKAN!!」